# Fissarcturus granulosus
Fissarcturus granulosus är en kräftdjursart som först beskrevs av Nordenstam 1933.  Fissarcturus granulosus ingår i släktet Fissarcturus och familjen Antarcturidae. Inga underarter finns listade i Catalogue of Life.